# کاهش جزء به جزء
کاهش جزء به جزء (انگلیسی: Itemized deduction) یک روش محاسبه مالیات در سیستم مالیاتی ایالات متحده است که به مالیات‌دهندگان اجازه می‌دهد هزینه‌های خاصی را که در طول سال متحمل شده‌اند از درآمد مشمول مالیات خود کسر کنند. این هزینه‌ها می‌توانند شامل هزینه‌های پزشکی، بهره وام مسکن، مالیات‌های پرداختی به دولت‌های ایالتی و محلی، کمک‌های خیریه و برخی هزینه‌های متفرقه دیگر باشند. برای استفاده از این روش، مجموع کسورات جزء به جزء باید از کسر استاندارد بیشتر باشد. کسر استاندارد یک مبلغ ثابت است که توسط دولت تعیین می‌شود و به وضعیت تأهل و تعداد افراد تحت تکفل مالیات‌دهنده بستگی دارد.